# Jacob Georg Agardh
Jacob Georg Agardh (Lund, 8 de febrero de 1813 - 17 de enero de 1901) fue un botánico sueco y siguiendo los pasos de su padre Carl Adolph Agardh, también especializado en algas.

## Biografía
Fue designado profesor de botánica en la Universidad de Lund en 1854, donde permaneció hasta 1879, publicando trabajos sobre algas marinas, el principal de ellos "Species, genera et ordines algarum." en 3 volúmenes que publicaría entre 1848-1901.
Jacob Agardh seguiría los pasos de su padre, estando interesado en economía y siendo miembro del Parlamento sueco entre 1867 a 1872.
También fue el autor de: "Synopsis Generis Lupini".

## Obra
- "Linnés lära om i naturen bestämda och bestående arter hos vexterne: efter Linnés skrifter framstäld, och med motsvarande åsigter hos Darwin jemförd". «Kungliga svenska vetenskaps-akademiens handlingar» 10 (12) Estocolmo: P. A. Norstedt & söner, 1885
- "Species Sargassorum Australiae descriptae et dispositae: accedunt de singulis partibus Sargassorum, earumque differentiis morphologicis in diversis speciebus observationes nonnulae, nec non dispositionis specierum omnium generis his differentiis fundatae, periculum". Estocolmo: Konol. Bokttryckeriet P. A. Norstedt, 1889
- "Bidrag till kännedomen af Grönlands Laminarieer och Fucaceer". Estocolmo: P. A. Norstedt & Söner, 1872
- "Om äggets läge inom ovariet hos de Phanerogama vexterna". Estocolmo: P. A. Norstedt & Söner, 1860
- "Theoria systematis plantarum ; accedit familiarum phanerogamarum in series naturales dispositio, secundum structurae normas et evolutionis gradus instituta" Agardh, Jacob Georg.Apus C.W.GK. Gleerup. Lundae. 1858
- "Desiderata concerning Horto academico Hauniensi " Agardh, Jacob Georg. (Copenhagen),a. 1842. collectorum.
- "Species genera et ordines algarum, seu descriptiones succintae specierum generum et ordinum, quibus algarum regnum constituitur" Agardh, Jacob Georg. C.W.K. Gleerup 3 volúmenes. Lundae. 1848-1880
- "In systemata algarum hodierna adversaria". Lundae, Berlín, 1844
- "Algae maris Mediterranei et Adriatici: observationes in diagnosin specierum et dispositionem generum". Paris, Fortin, Masson, 1842
- "Recensio generis Pteridis", 1839
- "Synopsis Generis Lupini", xiv + 43 pp. Lundae, C. F. Berlín, 1835
- "Synopsis algarum Scandinaviee edjecta dispositione universali algarum " Agardh, Jacob Georg. Berlingiana. Lundae. 1817

## Premios y reconocimientos
- Medalla linneana en 1897

## Epónimos
Géneros
Agardhiella F.Schmitz, Agardhinula De Toni, Neoagardhiella Wynne & W.R.Taylor
Especies
- Lupinus agardianus nombrada en su honor, actualmente parte de Lupinus concinnus J.Agardh[2]